# Newbern (Alabama)
Newbern es un pueblo ubicado en el condado de Hale en el estado estadounidense de Alabama. En el censo de 2000, su población era de 231.

## Demografía
En el 2000 la renta per cápita promedia del hogar era de $ 20.682$, y el ingreso promedio para una familia era de 31.042$. El ingreso per cápita para la localidad era de 9.476$. Los hombres tenían un ingreso per cápita de 25.625$ contra 11.875$ para las mujeres.

## Geografía
Newbern está situado en 32°35′41″N 87°32′8″O / 32.59472, -87.53556 (32.594818, -87.535431).
Según la Oficina del Censo de los EE. UU., la ciudad tiene un área total de 1.16 millas cuadradas (3.01 km²).